# Alice Dalsheimer
Alice Dalsheimer, ps. Salvia Dale (ur. 1 grudnia 1842 w Nowym Orleanie, zm. 15 stycznia 1880 tamże) – amerykańska poetka.
Dalsheimer pochodziła z Luizjany. Była jednym z ośmiorga dzieci Solomona Phineasa Solomona (1815–1874) i Emmy Solomon (1824–1913). W 1858 Alice pracowała jako asystentka w Webster School w Nowym Orleanie. W latach 1861–1862 była nauczycielką. W 1866 poślubiła Alexandra Dalsheimera, który był z zawodu prawnikiem. Mieli jedną córkę o imieniu Sarah, która urodziła się około 1868. Mąż poetki zmarł 22 października 1878.
W twórczości poetyckiej posługiwała się ona pseudonimem Salvia Dale. Dalsheimer publikowała w czasopismach. Jej wiersze nie zostały zebrane w formie książkowej. Jej najbardziej znanym utworem jest wiersz Motherhood (Macierzyństwo), ogłoszony w nowoorleańskiej gazecie „Times” i przedrukowany w antologii The Living Female Writers of the South pod redakcją Mary T. Tardy.